# Amnesty International
Amnesty International (skr. AI) je nevladina organizacija koja poduzima akcije u cilju zaštite i promicanja ljudskih prava. Osnovana 1961. u Londonu, nakon objave članka Zaboravljeni zatvorenici Petera Benensona. Dobitnik je Nobelove nagrade za mir 1977. za kampanju protiv mučenja. 

## Povijest
Do kraja prve godine djelovanja, članovi Amnesty Internationala apelirali su za slobodu 210 “zatočenika savjesti”. Godinu dana poslije, preuzet je rad na 1300 slučajeva zatvorenika, od kojih je 330 oslobođeno.[nedostaje izvor]
U prvih 10 godina, Amnesty International porastao je na 70 000 članova u 65 zemalja. Do 1981. g. Amnesty je imao više od 300 000 članova u 100 zemalja. Danas ima više od 3 milijuna i 200 tisuća članova diljem cijelog svijeta.[nedostaje izvor]
Amnesty International još uvijek radi na oslobađanju zatočenika savjesti. No, Amnesty je u stalnom razvoju kojim odgovara na nove prijetnje ljudskim pravima, na nova shvaćanja o tome što su ljudska prava, kao i na nove prilike za zaštitu ljudskih prava. Budući da je Amnesty neovisan, demokratski pokret, članovi uvijek odlučuju o novim smjerovima misije ove organizacije.

### Razvoj organizacije
1966.
Amnesty počinje s objavom upečatljivih izvještaja prikazujući primjenu mučenja od strane vlada diljem svijeta, uključujući i vlade u Europi. Iskorjenjivanje mučenja postaje ključni dio rada Amnestyja.
1973.
Amnesty izdaje prvu Hitnu akciju u korist Luiza Rossija, zatočenog profesora u Brazilu kojem je prijetilo mučenje. Rossi smatra da su mu apeli iz Amnestyja spasili život.
1970. – 1980.
Amnesty pomaže u isticanju globalnog problema političkih ubojstava i “nestanaka”. Povrede ljudskih prava preskočile su zatvorske zidine. Ubrzo nakon toga, Amnesty pokreće kampanje za sprečavanje masovnih povreda ljudskih prava, poput onih u Guatemali, Kambodži i na Kosovu.
1977.
Amnesty International dobiva Nobelovu nagradu za mir te, godinu poslije, i priznanje Ujedinjenih naroda za ljudska prava.
1989.
Amnesty objavljuje upečatljiv izvještaj o primjeni smrtne kazne diljem svijeta.
Protivljenje smrtnoj kazni središnji je dio misije Amnestyja.
1992.
Amnesty pokreće svoju prvu kampanju o ljudskim pravima autohtonih naroda – što je i danas predmet rada organizacije.
1994.
Amnesty organizira svoju prvu globalnu kampanju o ljudskim pravima žena – što danas čini prioritetno područje rada ovog pokreta.
1990. – 2000.
Amnesty se pridružuje drugim organizacijama koje se zalažu za uspostavu stalnog Međunarodnog kaznenog suda – koji je utemeljen 2002. godine. Ovo je jedan od mnogih primjera kako Amnesty International pomaže u izgradnji jamstava za dugoročnu zaštitu ljudskih prava.
2000.
Amnesty International pokreće treću kampanju protiv mučenja.
2001.
Irene Khan imenovana Glavnom tajnicom Amnesty Internationala.
U 40. godini svog postojanja Amnesty International je izmijenio svoj Statut kako bi u svojoj misiji obuhvatio i rad na ekonomskim, socijalnim i kulturnim pravima. Na taj se način Amnesty posvetio promicanju univerzalnosti i nedjeljivosti svih ljudskih prava sadržanih u Općoj deklaraciji.
Mrežna stranica Amnesty Internationala “Stop mučenju” osvojila je Revolution Award, priznanje za izvrsnost u digitalnom marketingu.
2002.
Usvojen Dodatni protokol Konvencije o pravima djeteta o sudjelovanju djece u oružanom sukobu (sama Konvencija o pravima djeteta usvojena je 1959.g.)
Ostvarena 60. ratifikacija Rimskog statuta, što je otvorilo put stupanju na snagu Međunarodnog kaznenog suda 1. srpnja 2002.
Amnesty International pokreće kampanju u Ruskoj Federaciji protiv brojnih povreda ljudskih prava počinjenih u razdoblju u kojem su počinitelji istih prolazili nekažnjeno.
2003.
Amnesty International, Oxfam i International Action Network on Small Arms (IANSA) pokreću globalnu kampanju „Kontrola nad oružjem“.
2004.
Amnesty International pokreće kampanju „Stop nasilju nad ženama“.
2005.
Amnesty International pokreće kampanju „Neka vas čuju (Make Some Noise)“ – glazba, slavlje i akcija kao potpora radu Amnesty Internationala. Yoko Ono daruje Amnesty Internationalu autorska prava na pjesmu Imagine i cjelovitu solo pjesmaricu Johna Lennona.
Izvještaj Amnesty Internationala Okrutna. Nehumana. Degradira nas sve – Zaustavimo mučenje i zlostavljanje u “ratu protiv terora” osporava tvrdnju da su, suočene s terorističkim prijetnjama, države izuzete od prethodno preuzetih obveza i standarda o ljudskim pravima.
2006.
U Izvještaju Amnesty Internationala Partneri u zločinu: uloga Europe u izručenjima Sjedinjenih Američkih Država detaljno je prikazano sudjelovanje europskih država u američkim akcijama u kojima se, bez odgovarajuće procedure, u tajnosti otimaju i zatvaraju osumnjičenici za teroristička djela.
Milijunta osoba koja se i slikom potpisala u peticiji Milijun lica kampanje „Kontrola nad oružjem“, kojom se poziva na Sporazum o trgovini oružjem, predstavila je ovu peticiju Glavnom tajniku UN-a, K. Annanu. Do kraja te godine još je 250 000 ljudi potpisalo spomenutu peticiju.
Amnesty International i partneri u kampanji Kontrola nad oružjem postižu veliku pobjedu u trenutku kad je UN većinom izglasao početak rada na sporazumu.
Ujedinjeni narodi usvajaju Međunarodnu konvenciju za zaštitu svih osoba od prisilnih nestanaka.
2007.
Amnesty International pokreće globalnu peticiju kojom poziva sudansku vladu na zaštitu civila u Darfuru i objavljuje CD s 30 glazbenika svjetskog glasa za mobilizaciju potpore. Naziv kampanje bio je Neka vas čuju: kampanja za spas Darfura. Opća skupština Ujedinjenih naroda usvaja Deklaraciju o pravima autohtonih naroda.
Godine 2018. glavnim tajnikom Amnesty Internationala imenovan je Kumi Naidoo.

### Amnesty International Hrvatske
Amnesty International u Hrvatskoj započeo je s radom 1993. kada je stvorena lokalna grupa AI Zagreb. Nakon toga, 1994. osniva se Amnesty International Hrvatske (AIH) koji se danas sastoji od podržavajućih članova, lokalnih grupa i Mreže hitnih akcija. U rujnu 1995. otvoren je ured AIH-a u Zagrebu. Grupe AIH-a postoje u Zagrebu, Rijeci i Fažani.[nedostaje izvor]

## Djelokrug
Postoji šest ključnih područja kojima se bavi Amnesty:[nedostaje izvor]
- zaštita prava žena, djece, autohtonih naroda i manjina
- borba protiv mučenja
- ukidanje smrtne kazne
- prava izbjeglica
- prava zatvorenika savjesti
- zaštita ljudskog dostojanstva

Za situacije u kojima je nužno brzo i učinkovito djelovanje, Amnesty je organizirao Mrežu hitnih akcija. Članovi Mreže hitnih akcija u više od 150 zemalja pišu i šalju pisma, e-poštu i faksove mnogim vladinim dužnosnicima koji su u poziciji da mogu osigurati sigurnost i pošteno postupanje prema onima koje AI nastoji zaštititi.